# ママッストール

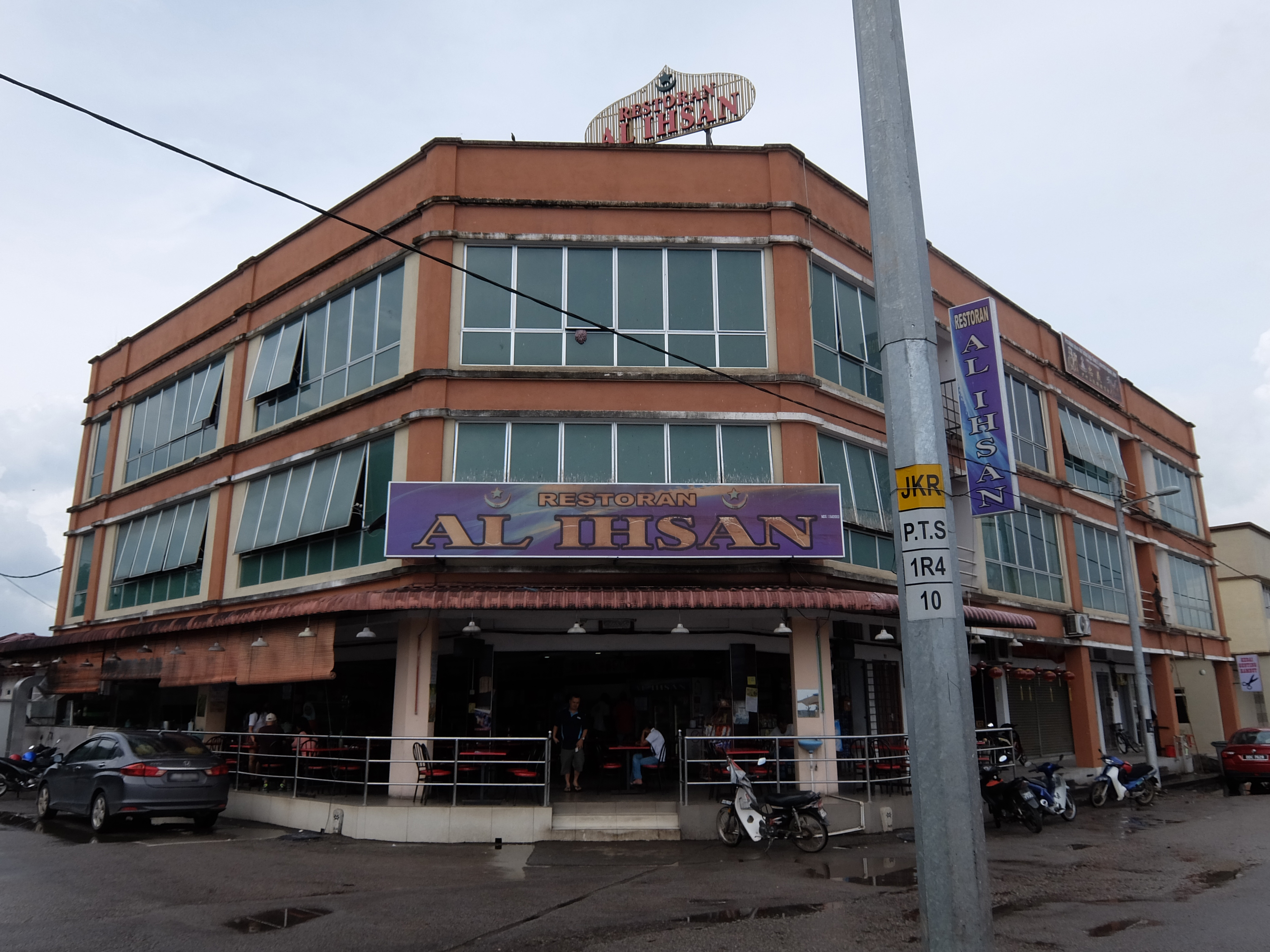
マレーシアのママッストール

ママッストール（Mamak Stall）はマレーシアにおいて日本で言う屋台に相当し、ママッフードを提供している。

## 概要
マレーシアでは、たいていママッはタミル・ムスリム人が個人経営をしている。
もとは、道路脇で運営されていたが、近頃のママッストールはレストランや、カフェタイプのママッストールに事業を拡大している。ママッストールはマレーシアの若い世代からよく行く場所として人気があり、24時間365日、安い食べ物と飲み物を提供している。人種、宗教、年齢を問わず、さまざまな人が1杯の熱いテータリック（テーTehは紅茶, タリッTarikは引く）を楽しみながら、噂話をしたり、サッカーを見るためにママッストールへやってくる。
他にはまったくない、マレーシアの文化的に重要な食堂である。コピティアム(Kopitiam)もマレーシアで重要な食堂である。

## ママッストールが人気の理由
最近のママッストールはカフェの一面も持っている。店の中は明るく、ステンレス製の鉄のテーブルが備えられている。いくつかの店では大きな薄型テレビやプロジェクターが用意されていて、客はサッカーの試合などを見ながら、食事をとることができる。サッカーの試合がないとき、テレビ番組や映画を放映している。また、無料でWi-Fi（ワイファイ、wireless fidelity）のサービスを提供している店もある。
現代の多くのママッストールでも、店の外や歩道、道路にテーブルを置いて、昔からのママッストールのように外の空気の中で食事を取れる形を残そうとしている。それだけでなく、すべてのママッストールはうちとけやすい雰囲気で、社交的な場でもあり、地元で慣れ親しんでいる料理を提供している。

## 批評
ママッストールのスタッフは非常に長い労働時間を課され、劣悪な労働条件で働いている。多くのママッ屋台が金曜日正午の祈りのためと、毎年の二つのイードの休暇中の閉店以外はほとんど1日24時間、週7日営業している。営業時間が長く、客の出入りが多いことで対応に追われ、掃除に時間をかけることができず、店の衛生管理に問題が生じることがある。人材は一般的にインドからの移民で、法的に違法。多くのインド国民は今、地元または海外で働くという選択肢があるため、インドのますます強固な経済は2010年にママッストールの人材の問題を引き起こしている。
ママッストールの食べ物は甘くて油脂が多いので、体には良くないという傾向がある。テータリックは強い茶と加糖クリーマーとエバミルクから作られている。ロティ・チャナイ(Roti Canai)を作るため、多くのマーガリンを使用する必要がある。

## 食べ物
ママッストールでは様々なロティ・チャナイがあり、テータリックまたはミロのいろいろな飲み方もある。ほとんどのママッストールでは、多種なご飯が用意している。例えば、ナシレマッ (Nasi Lemak)とナシゴレン (Nasi Goreng)である。麺類もあり、例えばミーゴレン(Mee goreng またはMi Goreng)- 焼きそば。サテ(Satay)と西洋料理を売っているママッストールもある。他にはムルタバ（Murtabak）もある。